# 黃紱
黃紱（1423年—1493年），字用章，貴州都司平越衛（今贵州福泉）人，軍籍。明朝政治人物。

## 生平
正統十二年（1447年）举人，正统十三年（1448年）联捷進士，授行人司行人，歷任南京刑部郎中，性格剛正廉潔，人稱「硬黃」。成化九年（1473年），升四川左參議、左參贊、四川、湖廣布政使。成化二十二年（1486年），升都察院右副都御史，巡撫延綏等地，彈劾參將郭鏞，都指揮鄭印、李鐸、王琮等抵罪。
弘治三年（1490年），拜南京戶部尚書，之後改左都御史。弘治六年（1493年）乞休，未行去世。

## 家族
曾祖父黃豫。祖父黃秀。父亲黃中。